# Шмідт Дарина Сергіївна
Дарина Сергіївна Шмідт (рос. Дарина Сергеевна Шмидт; нар. 6 вересня 1983, Ленінград, РРФСР, СРСР) — російська діячка мультиплікації. Художниця персонажів та режисерка популярного російського мультсеріалу «Лунтик та його друзі». Правнучка архітектора Олександра Вікентійовича Холопова.

## Біографія
Народилася 6 вересня 1983 року у Ленінграді.
З 2003 року працює на студії анімаційного кіно «Мельница».
Вчилася класичному малюванню у головного архітектора Санкт-Петербурга О. Г. Гусєвої, у 2005 році закінчила Санкт-Петербурзький гуманітарний університет профспілок за спеціальністю «режисура мультимедіа» — учениця Костянтина Бронзита.
Головний режисер, художник персонажів, сценарист, редактор мультсеріалу «Лунтик та його друзі», творець образу Лунтика. 2007 року зробила авторський фільм-казку «Маленька Василіса». Брала участь у повнометражних мультфільмах «Про Федота-стрільця», «Три богатирі та Шамаханська цариця», «Три богатирі на далеких берегах», «Іван Княженко та Сірий Вовк 2» — як збирач аніматиків та режисер епізодів. Режисер-постановник фільму «Іван Княженко та Сірий Вовк 3».
Лауреат Всеросійського конкурсу «Сучасна Росія очима молодих» (стаття «Як я потрапила в казку», журнал «Дуже UM», 2004). Лауреат премії Уряду Російської Федерації у галузі культури у 2014 році.

## Призи та нагороди
- Перемога у номінації «Наше нове дитяче кіно» фестивалю «Московська прем'єра — 2008» — за фільм «Маленька Василіса»;
- «Найкращий фільм для дітей» на 5-му міжнародному фестивалі «Мультибачення» у Санкт-Петербурзі — за фільм «Маленька Василіса»;
- «Кращий фільм для дітей» на VI Міжнародному «Фестивалі кропиви» (Тульська обл.) — за фільм «Маленька Василіса»;
- «Найкращий фільм для дітей» на XVII Міжнародному кінофорумі «ЗОЛОТИЙ ВИТЯЗЬ» — за фільм «Маленька Василіса»;
- «Найкращий дебют» та «Найкращий дитячий фільм» на 13-му Відкритому фестивалі анімаційних фільмів у Суздалі — за фільм «Маленька Василіса»;
- «Дуже яскравий дебют», кінофестиваль «Вікно до Європи», м. Виборг, 2008 — за фільм «Маленька Василіса»;
- «Спеціальний приз дитячого журі» на іспанському фестивалі ANIMACOR 2008 — за фільм «Маленька Василіса»;
- «Кращий анімаційний фільм» на міжнародному фестивалі у Вірменії — за фільм «Маленька Василіса»;
- «Гран-прі» на 15-му фестивалі фільмів для дітей та юнацтва «Листопад» у Мінську — за фільм «Маленька Василіса»;
- «Гран-прі» XIII Фестивалю «Золота рибка» Міжнародної академії дитячого та молодіжного кіно — за фільм «Маленька Василіса».
- «Дитячий вибір» на «Великому фестивалі мультфільмів-2009» у Красноярську — за фільм «Маленька Василіса».
- Премія «Золотий міст — 2009» — за фільм «Маленька Василіса».
- Перемога у номінації «найкращий фільм на думку дитячого журі» фестивалю «Променистий ангел — 2010» за фільм «Маленька Василіса».
- 28 лютого 2015 року прем'єр-міністр Росії Дмитро Медведєв вручив премії Уряду в галузі культури за 2014 рік. Серед нагороджених: продюсер Олександр Боярський, режисери Дарина Шмідт та Олена Галдобіна, авторка літературної концепції Анна Саранцева — за створення анімаційного серіалу для дітей «Лунтик та його друзі»